# Медена земља (филм)
Медена земља (мкд. Медена земја, енгл. Hooneyland) македонски је документарни филм из 2019. у режији Тамаре Котевске и Љубомирa Стефановa. Приказује живот Хатиџе Муратове, последње пчеларке  у Северној Македонији која живи у планинском селу Бекирлија. Документарац приказује све промене које су јој се дешавале кроз живот након што се једна номадска породица доселила у суседну кућу. Начелна идеја је била да то буде краткометражни филм под покровитељством Владе С. Македоније који би приказао подручје око реке Брегалнице у централној Македонији. До промене планова снимања долази када се филмска екипа на терену упознаје са Хатиџе и њеним животом. Филм је премијерно приказан на Филмском фестивалу Санденс 28. јануара 2019. године.
Снимање Медене земље трајало је три године са око 400 сата прикупљеног видео-материјала. Филм се бави еколошким темама попут климатских промена, губитка биодиверзитета и експлоатацијом природних ресурса. Главни ликови су носиоци две супротстављене идеологије у филму, са једне стране Хатиџе, која представља равнотежу људи и екосистема, док новопридошли суседи представљају конзумеризам и потрошња природних извора. Режисери су током снимања највише пажње посветили визуелном приказу. Поред тога, документарац приказује и Хатиџин однос са својом болесном мајком и њеним суседима.
Медена земља добио је универзално признање савремених филмских критичара који истичу како су режисери водили рачуна о детаљима и послали поруку гледаоцима о очувању природе. Документарац је такође и добитних многих награда на европским и америчким филмским фестивалима. На Филмском фестивалу Санденс 2019. године истакао се као филм који је освојио три награде. За 92. церемонију додела награда за Оскар, номинован је у категоријама за најбољи интернационални филм и најбољи документарни филм, а поред филма Пре кише (1994) Милча Манчевског, он је други македонски филм који је номинован за Оскара. До 2020. године филм је остварио зараду од 768.010 долара.

## Коментари
Након пројекције у Њујорку, америчка глумица и продуценткиња Сара Џесика Паркер је на свом налогу на Инстаграму објавила фотографију из филма изјавивши: Запањујућа, визуелно задивљујућа, интимна, а опет епска прича о пчеларки Хатиџе Муратовој; Филм с правом покупља све награде и признања.